# مقامة (موريتانيا)
المقامة هي بلدية حضرية في جنوب موريتانيا، تقع في ولاية كوركول، وهي عاصمة مقاطعة المقامة.

## جغرافيا
تقع بلدية مقامة في جنوب منطقة كوركول وتمتد لمسافة تزيد عن 201 كم². يحدها من الطرف الشمالي بلدية بيلكت ليتامة، ومن الشرق بلدية فرع ليتام، ومن الجنوب بلدية تولل، ومن الغرب بلدية داوو.

## تاريخ
تأسست المقامة كمدينة حسب المرسوم في 20 أكتوبر 1987.

## السكان
خلال التعداد العام للسكان والمساكن لعام 2000، كان عدد سكان المقامة حوالي 11 367 نسمة. وخلال عام 2013، كان عدد سكان البلدية حوالي 16 102 نسمة، بمعدل نمو سنوي قدره 2,9 % على مدى 13 عامًا.

## اقتصاد
تعتبر الزراعة مركز اقتصاد المدينة، مثلها مثل جميع البلديات تقريبًا في المنطقة، لكنه هش بسبب الظروف المناخية أو قلة الإمكانيات للمزارعين، وللتعامل مع هذه المعوقات، تقوم الدولة أو المنظمات غير الحكومية المختلفة بتمويل المشاريع التي تعمل على تحسين الظروف المعيشية للسكان.

## مساعدات إنسانية
نظمت جمعية ARMAF، المكونة من رعايا مقامة في فرنسا، العديد من الأنشطة للمساعدة في تطوير المجتمع، لا سيما في مجالات التعليم والصحة.